# هوگو آلوین
هوگو آلوین (سوئدی: Hugo Alfvén؛ ‏ سوئدی: [alˈve:n] ()؛ ‏ ۱ مهٔ ۱۸۷۲ – ۸ مهٔ ۱۹۶۰) آهنگساز، موسیقی‌دان، رهبر ارکستر، نوازندهٔ ویولن، نقاش و نویسنده اهل سوئد بود.
او دانش‌آموختهٔ رشتهٔ موسیقی در کالج سلطنتی موسیقی استکهلم بود.
ارکستراسیون او بسیار ماهرانه و پًرطنین، و یادآورِ ارکستراسیونِ ریشارد اشتراوس بود.
پسر او هانس آلوین، فیزیکدان مشهور سوئدی و برندهٔ جایزه نوبل فیزیک در سال ۱۹۷۰ میلادی و دخترش مارگیتا آلوین بازیگر فیلم‌های صامت و نوه‌اش اینیـِر آلوین نویسنده مشهور سوئدی بود.